# Ahmed Harrane
Ahmed Harrane ou Ahmed Harran, né le 8 juin 1985 à Tunis, est un footballeur tunisien évoluant au poste de milieu de terrain entre 2004 et 2018.

## Carrière
- juillet 2004-juillet 2011 : Club sportif de Hammam Lif (Tunisie)
- juillet 2011-janvier 2015 : Club athlétique bizertin (Tunisie)
- janvier 2015-janvier 2016 : Al Nasr SC[1] (Koweït)
- janvier 2016-janvier 2017 : El Gawafel sportives de Gafsa (Tunisie)
- janvier 2017-janvier 2018 : Football Club Hammamet (Tunisie)